# Château Sainte-Agathe
Pour les articles homonymes, voir Sainte-Agathe.
Le château Sainte-Agathe est un fort français de l'île de Porquerolles, sur le territoire de la commune d'Hyères. Propriété de l'État français, il est inscrit monument historique depuis le 14 décembre 1927.

## Description
L’ensemble est principalement constitué par une tour d'artillerie, une enceinte qui forme corps de place et une avancée.
La tour qui est de forme cylindrique se dresse sur deux niveaux communiquant par l'intermédiaire d'un oculus percé au sommet de la voûte; ladite tour est composée d’une grande salle circulaire voûtée en coupole sphérique, et d'une plate-forme à ciel ouvert.